# Assanali Achimov
Assanali Achimovitch Achimov (en russe : Асанали Ашимович Ашимов ; en kazakh : Асанәлі Әшімұлы Әшімов, Assanäli Ächimouly Ächimov), né le 8 mai 1937 à Lenino en RSS kazakhe, est un acteur, scénariste et réalisateur soviétique puis kazakh. 

## Biographie
En 1961, Assanali Achimov est diplômé de la faculté d'art dramatique du Conservatoire national kazakh à Almaty et devient acteur des studios Kazakhfilm.
À partir de 1963, il travaille au Théâtre Aouézov dont il occupe le poste de directeur artistique en 1987-1988. 
Au cinéma, il est surtout connu auprès du public soviétique pour avoir joué le tchékiste Tchadiarov dans La Fin de l'Ataman réalisé par Chaken Aïmanov d'après le scénario d'Andreï Kontchalovski (1970).

## Filmographie

### Acteur

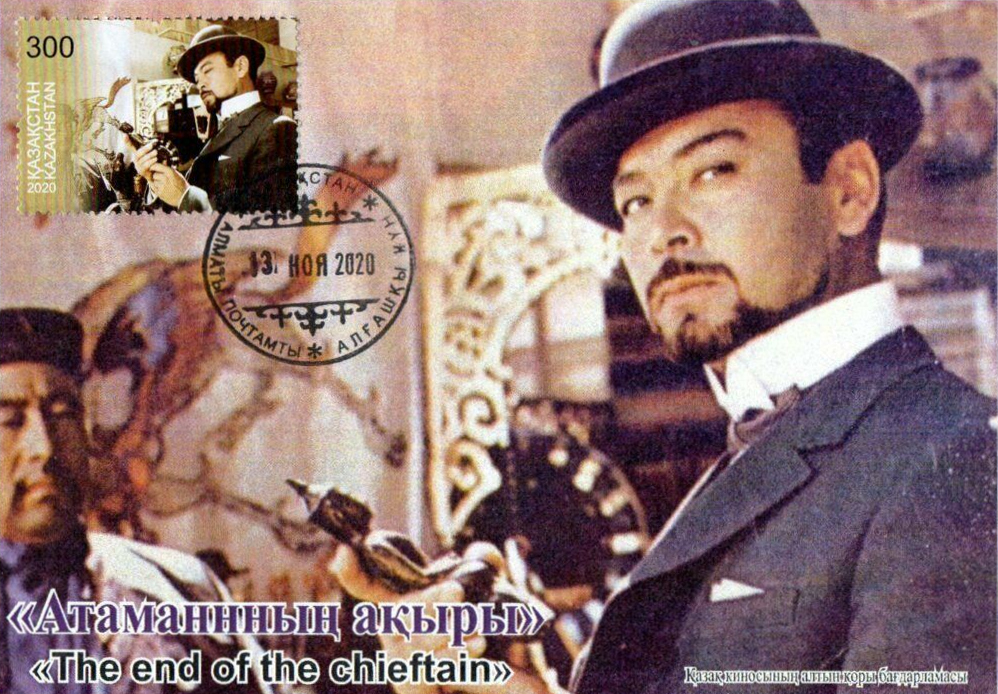
Achimov dans La Fin de l'ataman

#### Cinéma
- 1967 : Les Ailes de chanson (Krylya pesni) : Kaïmen
- 1970 : La Fin de l'ataman (Konets atamana) de Chaken Aïmanov (ru) : Kassymkhan Tchadiarov
- 1972 : Kyz-Jibek de Sultan-Akhmet Khodjikov : Bekejan (en tant que A. Achimov)
- 1977 : Transsibérien (Транссибирский экспресс) d'Eldor Ourazbaïev : Kassymkhan Tchadiarov
- 1979 : Goût du pain (ru) (Вкус хлеба) d'Alekseï Sakharov (ru) : Kamal Aïkenov
- 1980 : Les messagers arrivent (Gontsy spechat) : Karajal
- 1981 : Provintsialny roman de Melis Ouboukeïev
- 1986 : Tourksib de Kabir Djetpysbaïev et Serik Jarmoukhamedov : Saryboura
- 1987 : Lieutenant S. : père d'Almas
- 1989 : Opération Mandchourie (Mantchjourski variant)
- 2001 : Aussi loin que mes pas me portent de Hardy Martins
- 2005 : Saga des anciens Bulgares (Saga drevnikh boulgar: Saga o lioubvi dotcheri Tchingiskhana) de Boulat Mansourov : Gengis Khan

#### Télévision

##### Séries télévisées
- 2001 : Sarantcha : Général
- 2009 : Gorod metchty

##### Téléfilms
- 1976 : Brossok, ili Vsio natchalos v soubbotou : Professeur

### Réalisateur

#### Cinéma
- 1981 : L'Année du dragon (ru) (Год дракона, God drakona)
- 1986 : Artemisia (Полынь)

### Scénariste

#### Cinéma
- 1989 : Mantchjourski variant